# Майбара (станция)
Станция Майбара (яп. 米原駅 Майбара-эки) — железнодорожная станция, расположенная в японском городе Майбара. Является южной конечной остановкой Линии Хокурику West Japan Railway Company и пограничной станцией между зонами контроля JR West и JR Central над линией Токайдо.
Станция открылась в 1889 году. С 1987 года она управляется JR West, хотя линии синкансэна принадлежат JR Central.

## Линии
- West Japan Railway Company (JR West)
  - Линия Токайдо (Линия Бивако на Киото)
  - Линия Хокурику
- Central Japan Railway Company (JR Central)
  - Токайдо-синкансэн
  - Линия Токайдо (на Огаки)
- Ohmi Railway
  - Главная линия Ohmi Railway